# Ирландские святые

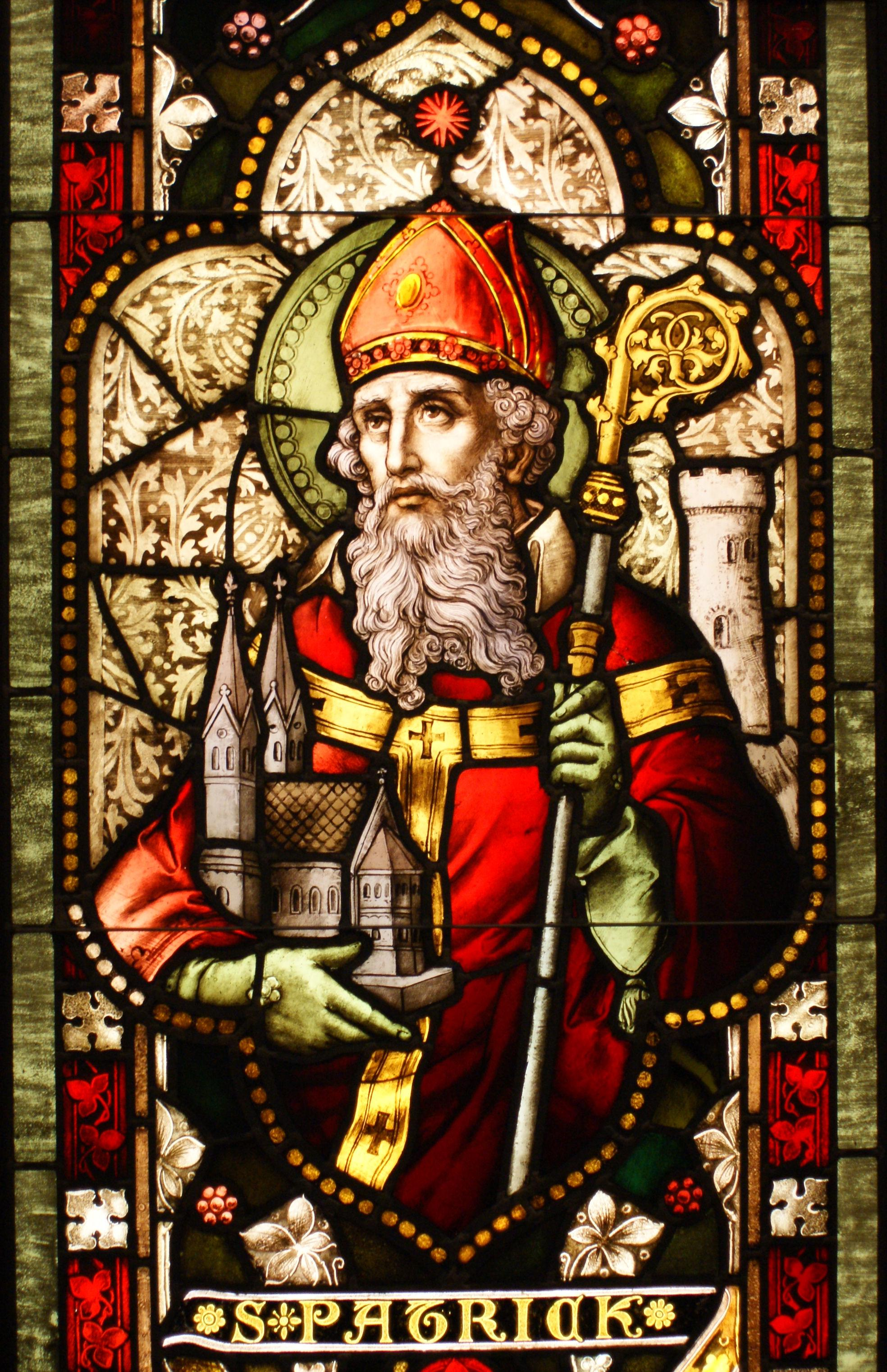
Святой Патрик

Ирландские святые — группа святых, проживавших преимущественно в I тысячелетии н. э. в Ирландии. Ирландские святые сыграли значительную роль в проповедовании христианства в Великобритании, Шотландии и других странах раннесредневековой Европы. Монашеская система образования стала мощным толчком в развитии средневековой Ирландии. Многие монастыри стали градообразующими центрами ирландских поселений.

## История появления
Первые христиане появились на юге острова из римской Галлии в V веке. Национальным святым Ирландии стал Святой Патрик, прибывший в Ирландию с миссией в начале V века. Первые христианские монастыри создавались в местах влияния друидов. В 546 году святой Колумба основал монастырь в Дерри, в 563 году — на острове Айона. Деятельность ирландских монахов особенно активизировалась после основания в 635 году монастыря на острове Линдисфарн, который стал центром проповеднической деятельности ирландского монашества на Британских островах и материковой Европе.

## Ирландское монашество
Большие монашеские общины в 300—700 монахов становились центрами образования местного населения. Монашеское образование продолжало традиции кельтских народов, не отрицая культурные традиции этих народов. Кельтская школа «закона, права и сказителей» переосмысливалась и приспосабливалась ирландскими монахами к учению христианства.
Находясь за пределами Римской империи и вне воздействия нашествий варваров, церковная структура Римско-католической церкви развивалась в Ирландии на базе монастырей. Появление ярких религиозных личностей в монастырях привело к тому, что местные епископы зачастую находились в подчинённом состоянии. В течение многих веков в монастырях жили по уставу святого Колумбана, более строгому, чем устав святого Бенедикта. Таким образом в I тысячелетии н.э. в Ирландии сформировалась уникальная ситуация для западной Церкви. Монастыри отвечали за духовное попечение местного населения, а епархиальные епископы назначались аббатами монастырей. До XII века ирландское монашество формально находилось в независимых отношениях с Римом, что иногда создавало конфликтные ситуации с миссионерами из материковой Европы. Другой особенностью ирландского монашества была его глубокая связь с ирландской племенной структурой. Руководители монастырей зачастую имели родственные связи с местной знатью.
Строгая аскетичность монашества оказывала влияние на духовную жизнь ирландского народа. Одной из форм проявления такой духовности стало «паломничество ради Христа». Многие монахи и миряне отправлялись в добровольное изгнание за пределы Ирландии, на материковую Европу. В результате во многих местах Европы возникали монастыри, распространявшие ирландскую духовность. По некоторым данным, ирландские монахи доходили даже до Киевской Руси. Самым известным таким паломником стал святой Колумбан. В 590 году он отправился в Галлию. В VII веке монах Киллиан посетил Франконию и Тюрингию.
В конце VIII века Ирландия стала подвергаться набегам скандинавских викингов. Это вторжение привело к упадку монашеской жизни. Монастыри разграблялись, монахи уводились в рабство. Многие монахи из-за угрозы смерти бежали на материковую Европу, где обосновывались в других монастырях.

## Ирландские святые
- Айдан Линдисфарнский
- Альбе
- Айдан Фернский
- Святой Брендан
- Бригитта Ирландская
- Гобнать
- Деклан Ардморский
- Диармайд с Инис Клотранн
- Димфна
- Ибар
- Киаран Клонмакнойсский
- Киаран из Сайгира
- Колумба (Колумкилле)
- Колумбан
- Кевин Глендалохский
- Малахия
- Ниннид
- Олкан (Болкан), епископ Деркенский
- Онхо
- Святой Патрик
- Руадан из Лорры
- Сеннан с Иниш Катах
- Фехин (Мо-Экка) из Фобара (Фавория)
- Финнбар из Корка
- Финниан Клонардский (Винниан)